# ألم حوضي
خط الألم الحوضي (بالإنجليزية: Pelvic pain)‏ هو ألم يُصيب حوض الإنسان. يُعتبر الألم الحاد أكثر شيوعًا من الألم المُزمن. يُعتبر الألم من النوع المُزمن في حالة تجاوز فترة الألم لستة أشهر. وتُصيب النساء والرجال.
توجد أسباب مُشتركة وهي: انتباذ بطاني رحمي عند النساء والتصاق الأمعاء ومتلازمة القولون المتهيج ومتلازمة المثانة المؤلمة. ومن المُمكن أن يعود السبب إلى بعض الأمور غير المفهومة والتي تُمثل وظيفة عصبية عضلية نفسية غير طبيعية.

## المُصطلح
يُعرف خط الألم الحوضي لدى الرجال ب"الْتِهابُ البرُوسْتاتَة المُزمن"، ويُعرف أيضًا باسم «الْتِهابُ البرُوسْتاتَة المُزمن غير الجُرثومي». لا يُظهرون الرجال في هذه الحالة أي عدوة، لكن يُستمر الألم لمُدة تزيد عن 3 شهور.

## الأسباب

### الإناث
- حساسة مُبالغ بها في المثانة والأمعاء والرحم (وتعرف أيضًا بأسم الألم الحشوي).
- ألم الحزام الحوضي.
- انفخاخ العصب الفرجي.

طب النساء
- عسر الطمث.
- انتباذ بطاني رحمي.
- قناة الكلوة الجنينية الموسطة الإضافية.
- مرض التهاب الحوض.
- تكيس المبيض.
- لوي المبيض.
- حمل منتبذ.

بطني
- متلازمة ألم الخصر والبول الدموي.
- التهاب المستقيم.
- التهاب القولون.
- التهاب الزائدة الدودية.

## التشخيص

### الإناث
يبدأ التشخيص بمعرفة التاريخ الدقيق للمريض وأجراء الفحص السريري له، أضافة إلى ضرورة إجراء اختبار الحمل. هُناك بعض النساء التي تحتاجُ إلى فحوصات دم إضافية وكذلك أختبارات تصويرية، ومن المُستفيد أن يتم إجراء تقييم جراحي أيضًا.
لا يجبُ البحث عن تفسيرات نفسية أو التشكيك بحقيقة آلام المريض بسبب غياب الأسباب المرضية الواضحة لمتلازمات الألم المُزمن. بدلًا من ذلك، لا بُد من التعرف أكثر على عُقدة الألم المُزمن من المنظور النفسي الفيزيولوجي والتي تعترف وتهتم بالتفاعلات التي تحدثُ بين العقل والجسد.

### الذكور
لا توجد أختبارات مرجعية للتشخيص بالذكور للألم الحوض المُزمن، يتم وضع التشخيص وذلك عن طريق أستبعاد الأمراض الأخرى.
يتمُ تشخيص الألم الحوض المزمن بشكل خاطئ (الفئة الثالثة بي) في كثير من الأحيان على أنها التهاب البروستاتا الجرثومي المزمن لهذا السبب علاج الألم بواسطة المُضادات الحيوية يُعتبر غير فعال، مؤديًا إلى تعرض المريض لآثار ضائرة وغير مُفيدة، وفي أغلب الحالات هُناك فائدة صغيرة لهذا العلاج أو حتى من دون فوائد.

## العلاج

### الإناث
سوف تستفيد الكثير من النساء عن طريق الاستشارة مع أخصائي العلاج الطبيعي وعن طريقة تجربة من مضادات التهاب لا ستيرويدي والعلاج الهرموني أو حتى الأدوية العصبية.
يتم إجراء عملية استئصال الرحم في بعض الأحيان.

### الذكور
يُعتبر العلاج مُتعدد الدوارج الأكثر نجاحًا في علاج الألم الحوضي المُزمن ويشمل:حاصرات ألفا والمداوة بالاعشاب، والبوتوكولات التي تهدف إلى التخفيف من الألم نقطة الزناد المطلق للفافة العضلية ومع إعادة التدريب وذلك للسيطرة النفسية على القلق والخوف. ولا يُنصح باستعمال المضادات الحيوية.

## علم الأوبئة

### الإناث
يعانون الكثير من النساء في وقت ما في حياتهم من الآلم الحوض (خط الألم الحوضي). تشكى الإناث عند الوصول إلى سن المراهقة بشكل كثير ومُكرر من الآم الحوض أو البطن. يعتبر خط الألم الحوضي حالة شائعة مُرافقة لعسر الطمث في 16,8%-81% من الحالات وتظهر بنسبة 8-21,8% في حالة عسر الجماع ويظهر خط الألم الحوضي بنسبة 2,1-24% في الآلام غير الدورية (الدورة الشهرية).
ووفقًا ل مراكز مكافحة الأمراض واتقائها، فقد شكل خط الألم الحوضي 9% من أسباب الزيارة إلى طبيب النساء في عام 2007.

## الأبحاث
في عام 2007، بدأ المعهد الوطني الأمريكي للسكري والأمراض الهضمية وأمراض الكلى التابع لمعاهد الصحة الوطنية الأمريكية باستخدام مُصطلح (UCPPS) للإشارة إلى متلازمات الألم الحوض المُزمنة، خاصةً متلازمة المثانة المؤلمة لدى النساء وإلى التهاب البروستاتا اللاجرثومي المزمن لدى الرجال.
توصلت بعض الأبحاث الأمريكية إلى أن الأشخاص الذين يُعانون من (الحشو المؤلم أو إلحاح البول المؤلم) فأن لديهم أعراض أكثر حدة وعرض منهجي للمتلازمات وتدني جودة الحياة.